# STS-54
STS-54 — 53-й старт многоразового транспортного космического корабля в рамках программы Спейс Шаттл и 3-й космический полёт шаттла Индевор, произведен 13 января 1993 года. Основная цель полёта — вывод на орбиту спутника-ретранслятора TDRS-F. Астронавты провели в космосе около 6 дней и благополучно приземлились на Авиабазе Эдвардс 19 января 1993 года.

## Экипаж
- (НАСА): Джон Каспер (John H. Casper) (2)[2] — командир;
- (НАСА): Доналд Макмонэгл (Donald R. McMonagle) (2) — пилот;
- (НАСА): Марио Ранко (Mario Runco, Jr.) (2) — специалист полёта 1;
- (НАСА): Грегори Харбо (Gregory J. Harbaugh) (2) — специалист полёта 2;
- (НАСА): Сьюзан Хелмс (Susan J. Helms) (1) — специалист полёта 3.

## Параметры полёта
- Вес: 15 250 кг (полезная нагрузка)
- Перигей: 241 км
- Апогей: 241 км
- Наклонение: 39,0°
- Период обращения: 89,7 мин